# Плетеноташлицька сільська рада
| Плетеноташлицька сільська рада — колишній орган місцевого самоврядування у Маловисківському районі Кіровоградської області з адміністративним центром у с. Плетений Ташлик. Сільській раді підпорядковані населені пункти: - с. Плетений Ташлик - с. Первомайськ - с. Шевченкове |

## Склад ради
Рада складається з 16 депутатів та голови.

### Керівний склад ради
| ПІБ                          | Основні відомості                                                                      | Дата обрання | Дата звільнення |
| ---------------------------- | -------------------------------------------------------------------------------------- | ------------ | --------------- |
| Мартинов Володимир Борисович | Сільський голова, 1961 року народження, освіта, безпартійний                           | 26.03.2006   | 31.10.2010      |
| Мартинов Володимир Борисович | Сільський голова, 1961 року народження, освіта вища, член Комуністичної партії України | 31.10.2010   |                 |

Примітка: таблиця складена за даними джерела

## Населення
Згідно з переписом УРСР 1989 року чисельність наявного населення сільської ради становила 2594 особи, з яких 1096 чоловіків та 1498 жінок.
За переписом населення України 2001 року в сільській раді мешкало 2050 осіб.

### Мова
Розподіл населення за рідною мовою за даними перепису 2001 року:
| Мова       | Відсоток |
| ---------- | -------- |
| українська | 94,54 %  |
| молдовська | 2,44 %   |
| російська  | 1,85 %   |
| білоруська | 0,78 %   |
| вірменська | 0,20 %   |
| угорська   | 0,05 %   |